# Dendrobium tobaense
Dendrobium tobaense är en orkidéart som beskrevs av Jeffrey James Wood och James Boughtwood Comber. Dendrobium tobaense ingår i släktet Dendrobium, och familjen orkidéer.
Artens utbredningsområde är Sumatera. Inga underarter finns listade i Catalogue of Life.